# 漢達基王朝
霍塔克王朝（普什圖語：غرزی；英語：Hotaki）是波斯薩法維王朝解體後由一個阿富汗部族建立的王朝，在1722年至1729年統治著阿富汗、伊朗大部分地區及巴基斯坦西北部。霍塔克王朝由坎大哈的普什圖族吉爾扎伊人部族領袖米爾維斯·霍塔克（Mirwais Hotak）在1709年建立，他發動的叛乱一度打败了波斯薩法維王朝，并在1722年至1729年间占据了整个伊朗地区。米爾維斯·霍塔克在1715年逝世，王位由他的親兄弟阿卜杜勒·阿齊茲及其兒子先後繼承。1738年，納迪爾沙在呼羅珊建立的阿夫沙爾王朝在坎大哈擊敗了霍塔克王朝最後一位君王侯賽因·霍塔克，霍塔克王朝滅亡。

## 崛起
在18世紀初，信奉什葉派的薩非王朝佔領了坎大哈，而當地的阿富汗部落信奉遜尼派。信奉遜尼派及以印度為根據地的莫卧儿帝国不時在坎大哈與薩非王朝爆發軍事衝突。
1704年，薩非王朝沙阿素丹侯賽因任命皈依伊斯蘭教的格魯吉亞人喬治十一世為坎大哈的地方統治者。喬治十一世監禁和處死了許多阿富汗人，特別是那些被懷疑組織舉事的人，坎大哈的一個權勢家族成員米爾維斯·霍塔克也被囚禁。米爾維斯·霍塔克被送到伊斯法罕的宮廷，然而君王駁回了對他的指控，他被遣送回家族。
1709年4月，米爾維斯·霍塔克及其追隨者在坎大哈舉事反抗薩非王朝的統治。米爾維斯·霍塔克在城外的一處農舍安排了一次郊遊，喬治六世及其護衛在郊遊途中被殺，據傳有人喝了大量酒精飲料。米爾維斯·霍塔克接下來宣佈區內的波斯政府及軍官已經結束了統治。伊斯法罕派遣了一支由奇茲爾巴什（Qizilbash）及格魯吉亞人組成的軍隊，阿富汗人以對方二分之一兵力的劣勢擊敗了薩非王朝的軍隊。
|                                | 在多次敷衍的鎮壓失敗後，薩非王朝派遣喬治六世的甥姪凱科斯羅率30,000人鎮壓叛亂。在薩非王朝旗開得勝之後，阿富汗人決定有條件投降，但凱科斯羅不妥協的態度激使了他們鋌而走險，令到波斯軍隊大敗（只有約700人僅以身免），凱科斯羅陣亡。在兩年後的1713年，魯斯塔姆汗率領的另一支波斯軍隊也被叛軍擊敗，叛軍因此得以控制坎大哈地區。 |
| ——愛德華·格蘭維爾·布朗，1924年 | |

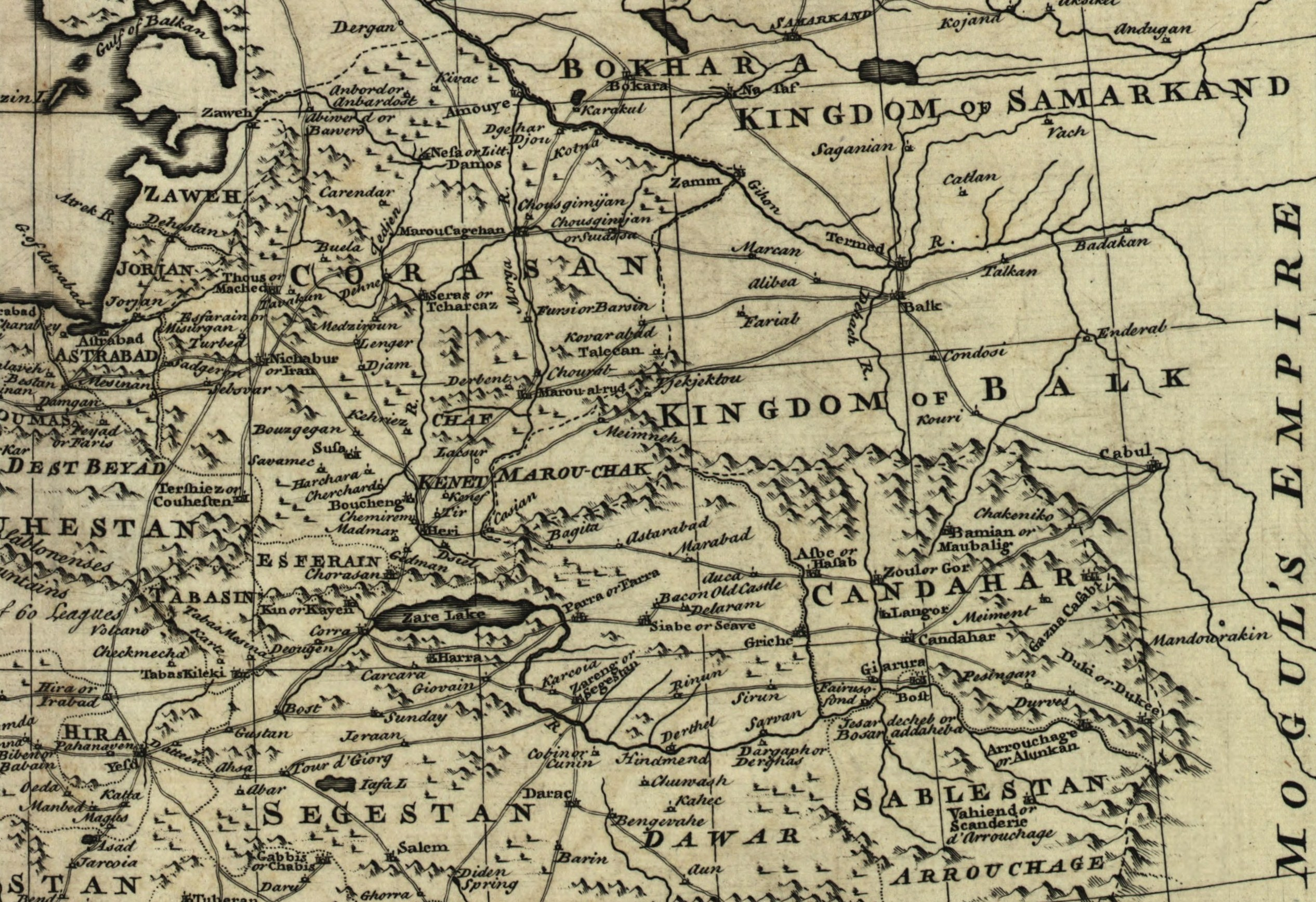
阿夫沙爾王朝及莫卧儿帝国時代的坎大哈。

米爾維斯·霍塔克拒不稱帝，他的阿富汗同胞將「坎大哈親王」和「民族軍隊將軍」的稱號賦予給他。米爾維斯·霍塔克在1715年11月自然逝世，王位由阿卜杜勒·阿齊茲繼承，阿卜杜勒·阿齊茲後來被米爾維斯·霍塔克的兒子馬哈茂德殺害。為了征服波斯首都伊斯法罕，馬哈茂德的軍隊越過錫斯坦的沙漠，並攻陷了克爾曼。1722年3月8日，馬哈茂德在戈納巴德戰役擊敗了波斯軍隊，並洗劫了伊斯法罕。10月23日，素丹侯賽因遜位，並承認馬哈茂德為新的波斯沙阿。
普遍波斯人認為阿富汗人篡權，他們不承認阿富汗人的政權。在此後的七年裡，漢達基王朝是波斯的實際統治者，阿富汗南部及東部在1738年之前都受到漢達基王朝的控制。
漢達基王朝內部的互相殘殺使他們未能穩住陣腳，血腥的繼位爭鬥使王朝一直處於混亂當中。逾千名伊斯法罕的居民，包括超過3,000名宗教學者、貴族和薩非王朝家族成員被殺害，最終使漢達基王朝失去了對波斯的控制。

## 衰亡
馬哈茂德在1725年逝世，阿什拉夫·漢達基（Ashraf Hotaki）繼位。他在1729年的達姆甘戰役敗予日後的阿夫沙爾王朝創建者、遜尼派土庫曼人納迪爾沙。納迪爾沙將吉爾扎伊軍隊趕離波斯，又招募法拉和坎大哈的阿卜達里阿富汗人進入他的軍隊裡。納迪爾沙在1738年征服坎大哈，並摧毀了由侯賽因·漢達基控制的最後一個根據地。納迪爾沙在坎大哈附近建造一座新城取代，並以他的名字命名為「納迪爾拉巴德」。吉爾扎伊人被驅趕回他們的家鄉，直至當今。

## 統治者
| 姓名                          | 肖像 | 繼位年份 | 離位年份 |
| ----------------------------- | ---- | -------- | -------- |
| 米爾維斯·霍塔克               |      | 1709年   | 1715年   |
| 阿卜杜勒·阿齊茲·霍塔克 埃米爾 |      | 1715年   | 1717年   |
| 馬哈茂德·漢達基 沙阿          |      | 1717年   | 1725年   |
| 阿什拉夫·漢達基 沙阿          |      | 1725年   | 1729年   |
| 侯賽因·漢達基 埃米爾          |      | 1729年   | 1738年   |

## 註腳
1. ↑  Malleson 1878，第227頁
2. ↑  Magnus & Naby 1998，第29頁
3. ↑  Stokes 2009，第248頁
4. ↑  Romano 2003，第28頁
5. ↑  Avery, Hambly & Melville 1991，第11頁
6. ↑  Otfinoski 2004，第8頁
7. 1 2 3  Edward Granville Browne. . persian.packhum.org: 29.   [2011-10-16]. （原始内容存档于2013-07-26） （英语）.
8. 1 2  . Britannica Online Encyclopedia.   [2011-10-16]. （原始内容存档于2018-12-25） （英语）.
9. ↑  Jonas Hanway. . Centre for Military and Strategic Studies.   [2011-10-16]. （原始内容存档于2020-01-17） （英语）.
10. ↑  Mikaberidze 2011，第426頁
11. ↑  Schiller 2009，第198頁
12. ↑  . Encyclopædia Iranica.   [2011-10-16]. （原始内容存档于2020-05-26） （英语）.

## 外部連結
- 大英百科全書－最後的阿富汗帝國 （页面存档备份，存于）
- 米爾維斯·霍塔克 （页面存档备份，存于）